# Buenavista, Navojoa
Buenavista är en ort i Mexiko.   Den ligger i kommunen Navojoa och delstaten Sonora, i den västra delen av landet, 1 400 km nordväst om huvudstaden Mexico City. Buenavista ligger 31 meter över havet och antalet invånare är 440.
Terrängen runt Buenavista är mycket platt. Runt Buenavista är det ganska glesbefolkat, med 35 invånare per kvadratkilometer. Närmaste större samhälle är Navojoa, 7,3 km nordost om Buenavista. Trakten runt Buenavista består till största delen av jordbruksmark.